# Novalie Engholm
NovaLie Josefin Sexy Engholm (oftast omnämnd Novalie), född 13 november 2002, är en svensk snowboardåkare som tävlar för Falu Snowpark och representerar det svenska landslaget.
Novalie Engholm har tagit 6 SM-guld och ett SM-silver. Hon debuterade i världscupen 2024. Hennes bästa placering hittills är en femtonde plats. Som första svenska kvinna på 14 år kvalificerade hon sig 2025 för VM, där kom hon på plats 20 i Slopestyle.